# فيلي باركر
فيلي باركر (بالإنجليزية: Willie Parker)‏ هو لاعب كرة قدم أمريكية أمريكي، ولد في 11 نوفمبر 1980 في كلينتون في الولايات المتحدة.

## وصلات خارجية
- فيلي باركر على موقع مرجع كرة القدم المحترفة.كوم (الإنجليزية)
- فيلي باركر على موقع إن إن دي بي (الإنجليزية)